# Välliste

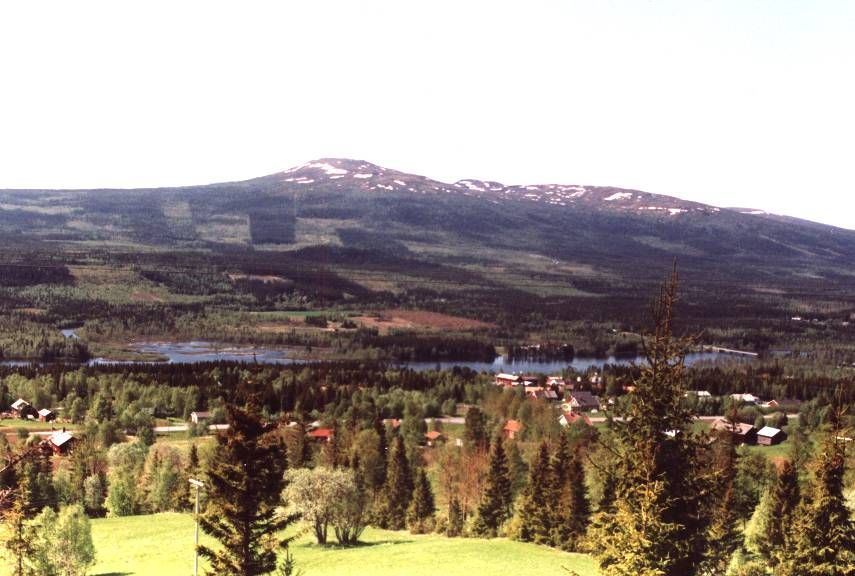
Välliste, Indalsälven, Stamgärde

Välliste är ett fjäll i Jämtland. Det är 1025 meter högt. Skidområdet Trillevallen ligger vid Välliste. Ovanför ca 800 meters höjd är det kalfjäll. Nedanför är det delvis gammal skog och delvis kalytor.
Namnet Välliste är sydsamiska och betyder kantfjäll i öster, men brukar tolkas med innebörden 'gynnsam renbetesmark' eller 'gynnsam flora och fauna'.